# Euchalinus sciolus
Euchalinus sciolus là một loài tò vò trong họ Ichneumonidae.